# Tulipa butkovii
Tulipa butkovii — багаторічна рослина роду тюльпан родини Лілійних. Помірно отруйна трава з підземними органами у вигляді цибулин, ланцетними листками і одиночними червоними квітами. Ендемік, притаманний лише флорі Західного Тянь-Шаню. Зростає у степах та інших угрупованнях посухостійких рослин. Належить до маловідомих декоративних культур.

## Етимологія
Родова назва цього виду, як і всіх тюльпанів, походить з Туреччини. Її виводять від перського слова «дюльбенд», яким називали певний ґатунок тканини, що йшла на пошиття тюрбанів. Припускають, що рослини отримали цю назву за форму, яка нагадувала тюрбан, або тому, що ними прикрашали тюрбани. Від османів це іменування в XVI—XVII століттях запозичили європейські народи, тому воно було зафіксоване в латинській назві роду.
Видовий епітет butkovii рослина отримала на честь узбецького ботаніка, спеціаліста по декоративним рослинам О. Я. Буткова. Номенклатурна українська назва для цього виду поки що не затверджена, тому в садівничій практиці його іменують просто як тюльпа́н Бутко́ва.

## Опис
Багаторічна трав'яниста рослина 15—40 см заввишки, полікарпик, геофіт. Цибулина яйцеподібна, з тонкошкірястими, коричневими оболонками, порослими зсередини короткими волосками. Стебло поодиноке, густо запушене короткими білуватими волосками, сизо-зелене, інколи з пурпуровим відтінком. Листків від 3 до 5, їхня довжина в середньому становить 10—20 см, ширина 1—3 см. Листки стеблові, чергові, але скупчені здебільшого в нижній частині пагону. Вони сизо-зелені, спрямовані вбік або косо вгору, прямі чи дугоподібно вигнуті, сидячі, при основі трохи стеблеосяжні, ланцетної форми (найнижчій, як правило, широколанцетний), при основі розширені, можуть бути плоскими з рівними краями або від середини жолобчасто складеними із сильно хвилястими краями.
Квітки поодинокі, верхівкові, правильні, запашні, на стадії бутонізації вузькоконічні, на початку цвітіння довгасті, у повному розквіті блюдцеподібні. Оцвітина проста, шестичленна, опадна, з пелюстками, розташованими у двох колах. Пелюстки в обох колах однакові за розміром і формою, видовжено-овальні, на верхівці клиноподібно звужені з плавним переходом у невиразне вістря, з рівними краями, блискучі, яскраво-червоного кольору. Ззовні пелюстки можуть мати сизуватий наліт по всій площині за винятком краю, зсередини біля основи інколи бувають темнішими, але чітка пляма, як у інших видів тюльпанів, цьому видові не властива. Шість тичинок довші за маточку, вони мають червоні плоскі тичинкові нитки і великого розміру довгасті жовті пиляки. Маточка циліндрична, жовта. Пилок жовтий.
Плід — прямостояча, довгаста коробочка, зелена на початку достигання і світло-коричнева у стадії повної зрілості.

## Поширення
Tulipa butkovii належить до вузьких ендеміків Центральної Азії, чий ареал не виходить за кордони однієї країни — Узбекистану. Тут його поширення обмежене гірськими районами Західного Тянь-Шаню, перш за все, схилами Чаткальського хребта. В горах ця рослина знайдена у середньому і низькому поясах, на кам'янистих схилах. Tulipa butkovii віддає перевагу скелям з розсипами каміння, щебенистим осипищам, схилам, вкритим гранітною дресвою. З рослинних угруповань йому до вподоби степи з негустим травостоєм або гірські асоціації за участі ефемероїдів. Як правило, Tulipa butkovii можна зустріти там, де інші рослини мають невисоке проєктивне покриття, тобто не затіняють землю повністю.

## Екологія
Tulipa butkovii — світлолюбна, морозостійка рослина, що витримує пониження температури до –40 °C. Для розвитку вона потребує значної кількості вологи, однак вміє використовувати її весняні запаси, завершуючи вегетацію на початку літа. Такий пришвидшений розвой і раннє відмирання зелені дозволяють віднести цей вид до групи ефемероїдів. Отже загалом цей тюльпан можна назвати посухостійким, оскільки літню посуху він переживає у стані спокою.
Розмножується цей вид у природі переважно насінням, в культурі можливе вегетативне розмноження. Насіння розповсюджується балістичним способом, висипаючись з коробочки при її розгойдуванні (автохорія). Молоді рослини розвиваються повільно і вперше починають квітнути на 6-му році життя.

## Значення і статус виду

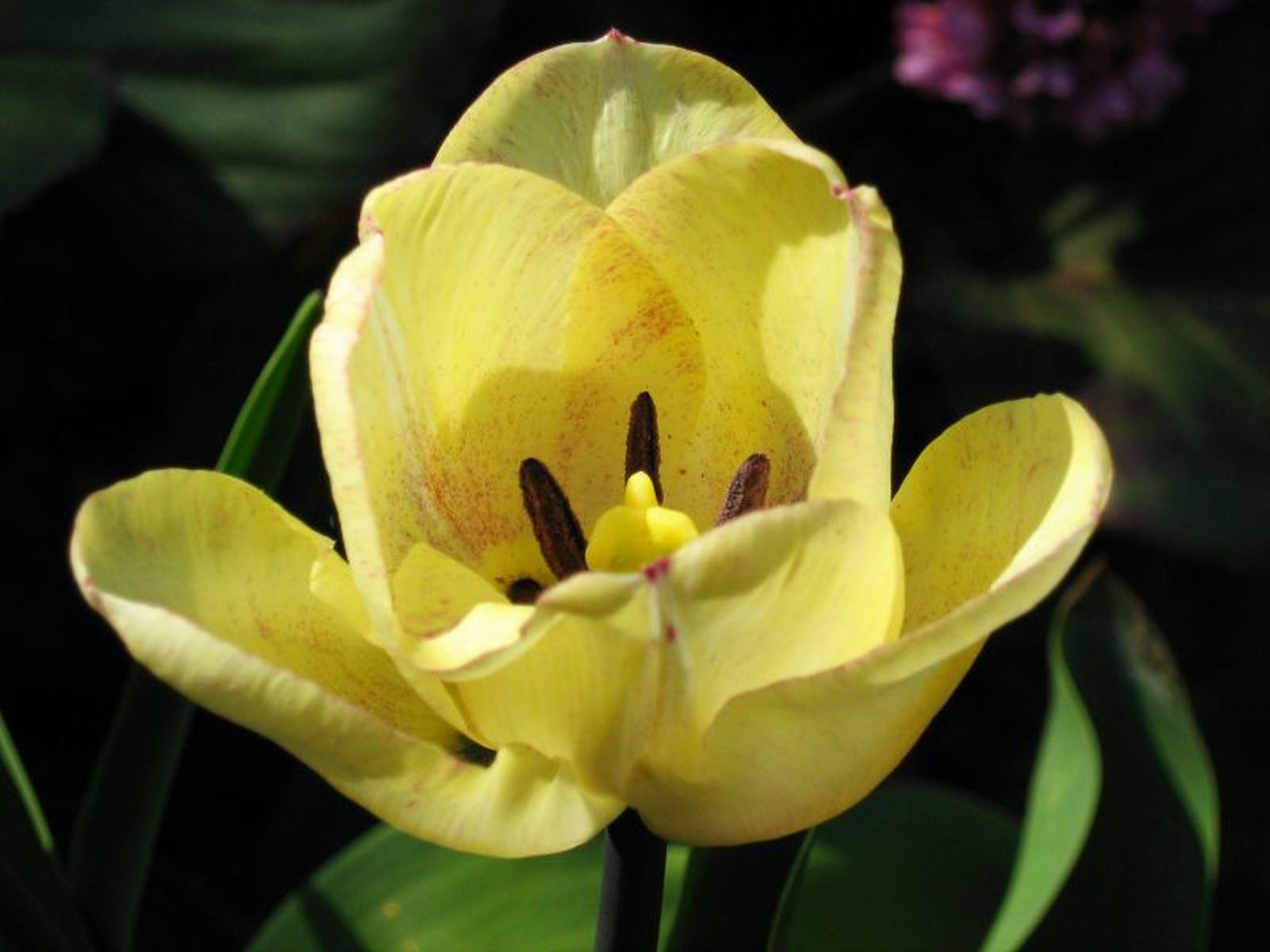
Культивар жовтого кольору.

Tulipa butkovii належить до декоративних рослин, за садівницькою класифікацією його відносять до класу 15 групи IV «Види, їх різновиди і гібриди». Подібно до інших диких тюльпанів в садах його вирощують на альпійських гірках, у рокаріях. Однак цей вид все ще залишається маловідомими у середовищі любителів квітів. Відомі лише декілька культиварів з квітами блідо-жовтого і білого кольору.
В природі Tulipa butkovii дуже уразливий як через малий ареал, так і через антропогенні чинники: збирання квітів для букетів, викопування цибулин задля пересадки в квітники, випасання худоби. Хоча тварини уникають їсти тюльпани через присутність в них помірно отруйних речовин, вони витоптують рослини та ущільнюють ґрунт. Такі несприятливі зміни середовища перешкоджають відтворенню цього виду. З метою охорони у XX сторіччі Tulipa butkovii був включений до Червоної книги Узбекистану, але до останнього її видання за 2016 рік не увійшов. Більшість популяцій цієї рослини охороняють у Чаткальському заповіднику.

## Таксономія
У дикому середовищі Tulipa butkovii вперше виявила знана радянська ботанікиня, знавець узбецької флори і спеціаліст по тюльпанам З. П. Бочанцева. Вона ж у 1961 році склала науковий опис таксону, надавши йому статус самостійного виду. В межах цього таксону жодних субтаксонів не описано, він також не має і наукових синонімів.
Серед інших видів тюльпанів з Tulipa butkovii найбільш споріднений Tulipa armena.